# Qingpu (Huai’an)
Qingpu (chinesisch 清浦區 / 清浦区, Pinyin Qīngpǔ Qū) ist ein chinesischer Stadtbezirk der bezirksfreien Stadt Huai’an in der Provinz Jiangsu. Er hat eine Fläche von 293 Quadratkilometern und zählt ca. 310.000 Einwohner (2004).

## Administrative Gliederung
Auf Gemeindeebene setzt sich der Stadtbezirk aus vier Straßenvierteln, drei Großgemeinden und zwei Gemeinden zusammen. 